# D Bay 75
Der Pfälzische D nach Blatt 58 (nach DRG-Gattungskonventionen als D Bay 75 zu führen) war ein zweiachsiger Abteilwagen, der ursprünglich nur die 2. Klasse führte. 1907 wurde er zum D umgebaut.

## Konstruktive Merkmale

### Untergestell
Der Rahmen der Wagen war aus einer Mischung von eisernen Profilen und Holz aufgebaut. Die äußeren Längsträger hatten die Form eines liegenden U, dessen Flansche nach außen gerichtet waren. Als Zugeinrichtung hatten die Wagen Schraubenkupplungen nach VDEV, die Zugstange war durchgehend und mittig gefedert. Als Stoßeinrichtung besaßen die Wagen Stangenpuffer mit einer Einbaulänge von 600 mm, die Pufferteller hatten einen Durchmesser von 370 mm, der Pufferstand betrug 1.030 mm. Auf einer Seite war eine 650 mm breite Übergangsbühne.

### Laufwerk
Die Wagen hatten genietete Fachwerkachshalter aus Flacheisen mit der kurzen, geraden Bauform. Gelagert waren die Achsen in geteilten Gleitachslagern. Die Räder hatten Speichenradkörper und einen Raddurchmesser von 1.014 mm. Die Federung bestand aus einer langen, mehrlagigen Feder, die mit einfachen Laschen in den Federböcken befestigt waren. Die Wagen hatten alle eine Handspindelbremse auf der Übergangsbühne sowie durchgehende Saugluftbremsen der Bauart Schleiffer.

### Wagenkasten
Das Wagenkastengerippe bestand aus einem hölzernen Ständerwerk. Es war außen mit Blech und innen mit Holz verkleidet. Die Seitenwände waren an den Unterseiten leicht eingezogen. Die Wagen besaßen ein flach gewölbtes Dach, welches über die Übergangsbühne hinaus ragte.
Der Innenraum hatte insgesamt drei Abteile, zwei „normale“ Abteile mit je zwei viersitzigen Bänken sowie ein Traglastabteil mit an den Wänden stehenden Bänken. In einer Ecke des Traglastabteils befand sich auch der Abort der nur vom Traglastabteil aus zugänglich war.
Zur Beheizung verfügten die Wagen über eine Dampfheizung.
Die Beleuchtung erfolgte durch vier Gasleuchten. Der Vorratsbehälter mit einem Volumen von 800 Litern hing in Wagenlängsrichtung am Rahmen.

## Bemerkung
Laut Verzeichnis von 1913 wurden die Wagen 1907 umgebaut.

## Wagennummern
| Herstelldaten | Herstelldaten | Herstelldaten | Wagennummern je Epoche (mit Direktionsangaben) Gattungszeichen | Wagennummern je Epoche (mit Direktionsangaben) Gattungszeichen | Wagennummern je Epoche (mit Direktionsangaben) Gattungszeichen | Wagennummern je Epoche (mit Direktionsangaben) Gattungszeichen | Wagennummern je Epoche (mit Direktionsangaben) Gattungszeichen | Fahrwerk        | Fahrwerk   | Fahrwerk                  | Ausstattung               | Ausstattung               | Ausstattung | Ausstattung          | Ausstattung          | Ausstattung          | Ausstattung          | Zusatzinfos     | Zusatzinfos     | Zusatzinfos     | Zusatzinfos                     |
| Bau- jahr     | Her- steller  | Anz.          | ab 1875                                                        | ab 1909 (1907)                                                 | Rep. (1919)                                                    | DR (ab 1923)                                                   | DRG (ab 1930)                                                  | Brem- sen       | Anz. Achs. | LA.                       | Bl.                       | Hz.                       | Anz. Abort  | Anz. Sitze je Klasse | Anz. Sitze je Klasse | Anz. Sitze je Klasse | Anz. Sitze je Klasse | Signal- halter  | Signal- halter  | Signal- halter  | Bemerkung                       |
| Blatt-Nr. 058 | Blatt-Nr. 058 | Blatt-Nr. 058 | B                                                              | D                                                              |                                                                | D Bay 75                                                       |                                                                | (siehe Legende) |            | (siehe jeweilige Legende) | (siehe jeweilige Legende) | (siehe jeweilige Legende) |             | 1.                   | 2.                   | 3.                   | 4.                   | (siehe Legende) | (siehe Legende) | (siehe Legende) | Beschaffung für die Ludwigsbahn |
| ------------- | ------------- | ------------- | -------------------------------------------------------------- | -------------------------------------------------------------- | -------------------------------------------------------------- | -------------------------------------------------------------- | -------------------------------------------------------------- | --------------- | ---------- | ------------------------- | ------------------------- | ------------------------- | ----------- | -------------------- | -------------------- | -------------------- | -------------------- | --------------- | --------------- | --------------- | ------------------------------- |
| 1875          |               | 4             | 59                                                             | 59                                                             |                                                                |                                                                |                                                                | Pl; Sbr         | 2          |                           | G                         | D; Pr                     | 1           |                      | 43                   |                      | (43)                 |                 |                 |                 |                                 |
| 1875          | 60            | 4             | 60                                                             |                                                                |                                                                |                                                                |                                                                | Pl; Sbr         | 2          |                           | G                         | D; Pr                     | 1           |                      | 43                   |                      | (43)                 |                 |                 |                 |                                 |
| 1875          | 61            | 4             | 61                                                             |                                                                |                                                                |                                                                |                                                                | Pl; Sbr         | 2          |                           | G                         | D; Pr                     | 1           |                      | 43                   |                      | (43)                 |                 |                 |                 |                                 |
| 1875          | 62            | 4             | 62                                                             |                                                                |                                                                |                                                                |                                                                | Pl; Sbr         | 2          |                           | G                         | D; Pr                     | 1           |                      | 43                   |                      | (43)                 |                 |                 |                 |                                 |

Quelle: